# Lytrosis heitzmanorum
Lytrosis heitzmanorum là một loài bướm đêm trong họ Geometridae.